# Henry Kolker
Henry Kolker est un acteur et réalisateur américain, de son nom complet J. Henry Kolker, né à Quincy (Illinois, États-Unis) le 13 novembre 1870, mort à Los Angeles (Californie, États-Unis) le 15 juillet 1947.

## Biographie
Au théâtre, Henry Kolker joue à Broadway (New York) entre 1904 et 1917, exclusivement dans des pièces.
Au cinéma, il débute en 1914 comme réalisateur et, à ce titre, tourne dix-huit films jusqu'en 1924, donc uniquement durant la période du muet. Sa réalisation la plus notoire est sans doute Disraeli (1921), deuxième biographie filmée de Benjamin Disraeli, avec George Arliss dans le rôle-titre (qu'il reprendra dans une troisième version, parlante, en 1929).
Comme acteur, Henry Kolker apparaît dans cent soixante-dix films américains (dont vingt-six muets), entre 1915 et 1947, année de sa mort. Entre autres, il collabore avec les réalisateurs Henry Hathaway, Alfred E. Green et George Cukor ; dans Roméo et Juliette de ce dernier, en 1936, il tient le rôle de Frère Laurence, un de ses plus connus, aux côtés de Norma Shearer et Leslie Howard.

## Théâtre
Pièces jouées à Broadway
- 1904 : Harriet's Honeymoon de Leo Ditrichstein, avec Arthur Byron
- 1904 : Military Mad de Leo Ditrichstein, d'après Fritz von Schoenthan
- 1904 : Are you a Mason ? de Leo Ditrichstein
- 1905 : Strongheart de William C. de Mille, avec Edmund Breese, Robert Edeson, Harrison Ford
- 1905 : Mademoiselle Marni d'Henry Dumay, avec Brandon Hurst
- 1905 : Monna Vanna de Maurice Maeterlinck, adaptation de John Severance
- 1906 : Di Keytser sonata (The Kreutzer Sonata) de Jacob Mikhailovich Gordin, adaptation de Langdon Mitchell
- 1906-1907 : The Three of Us de Rachel Crothers
- 1907 : Widower's Houses de George Bernard Shaw, avec Ferdinand Gottschalk
- 1907 : Sappho and Phaon de Percy McKaye
- 1908 : Marta of the Lowlands d'Àngel Guimerà
- 1910 : Le Conte d'hiver (The Winter's Tale) de William Shakespeare, avec Pedro de Cordoba, Ferdinand Gottschalk
- 1911 : The Great Name (Der große Name) de Victor Léon et Leo Feld, adaptation de James Clarence Harvey, avec Ruth Chatterton, Arthur Hoyt
- 1911 : The Lady of Coventry de Louis N. Parker
- 1912 : The Greyhound de Paul Armstrong et Wilson Mizner, avec David Burton
- 1912 : Our Wives de Frank Mandell et Helen Kraft
- 1916 : The Silent Witness d'Otto Harbach, avec Richard Hale, DeWitt Jennings
- 1917 : Her Husband's Wife d'A.E. Thomas, avec Laura Hope Crews
- 1917 : Over the 'Phone de George Broadhurst (en)

## Filmographie

### Comme acteur (sélection)
- 1918 : Une infamie (Social Hypocrites) d'Albert Capellani
- 1918 : The Shell Game de George D. Baker
- 1918 : La Maison du brouillard (The House of Mirth) d'Albert Capellani
- 1919 : The Parisian Tigress d'Herbert Blaché
- 1919 : La Lanterne rouge (The Red Lantern) d'Albert Capellani
- 1919 : La Fin d'un roman (The Brat) de Herbert Blaché
- 1921 : A Man of Stone de George Archainbaud
- 1925 : Poupées de théâtre (Sally, Irene and Mary) d'Edmund Goulding
- 1927 : A Kiss in a Taxi (en) de Clarence G. Badger
- 1927 : Rough House Rosie de Frank R. Strayer
- 1928 : Soft Living de James Tinling
- 1928 : The Charge of the Gauchos d'Albert H. Kelley
- 1928 : La Rose de minuit (en) (Midnight Rose) de James Young
- 1928 : Don't Marry de James Tinling
- 1929 : Coquette de Sam Taylor
- 1929 : Je suis un assassin (The Valiant) de William K. Howard
- 1930 : The Bad One de George Fitzmaurice
- 1930 : East Is West de Monta Bell : Mr. Benson
- 1930 : Les Amours d'une courtisane (Du Barry, Woman of Passion) de Sam Taylor
- 1930 : The Way of All Men de Frank Lloyd
- 1931 : I Like Your Nerve de William C. McGann
- 1931 : Indiscret (Indiscreet) de Leo McCarey
- 1931 : Le Jardin impie (The Unholy Garden) de George Fitzmaurice
- 1931 : Don't Bet on Women de William K. Howard
- 1932 : Jewel Robbery de William Dieterle
- 1932 : Le Démon du sous-marin (Devil and the Deep) de Marion Gering
- 1932 : The Crash de William Dieterle
- 1932 : Les Lèvres qui mentent (Faithless) de Harry Beaumont
- 1932 : Raspoutine et l'Impératrice (Rasputin And The Empress) de Richard Boleslawski
- 1933 : La Boule rouge (Blood Money) de Rowland Brown
- 1933 : Liliane (Baby Face) d'Alfred E. Green
- 1933 : The Power and the Glory de William K. Howard
- 1933 : Moi et le Baron (Meet the Baron) de Walter Lang
- 1933 : Gabriel au-dessus de la Maison-Blanche (Gabriel over the White House) de Gregory La Cava
- 1933 : Monsieur Bébé (Bedtime Story) de Norman Taurog
- 1934 : C'est pour toujours (Now and Forever) d'Henry Hathaway
- 1934 : Wonder Bar de Lloyd Bacon et Busby Berkeley
- 1934 : Lady by Choice de David Burton
- 1934 : She Loves Me Not d'Elliott Nugent
- 1934 : La Belle du Missouri (The Girl from Missouri) de Jack Conway
- 1934 : A Lost Lady d'Alfred E. Green
- 1934 : Journal of a Crime de William Keighley
- 1934 : Love Time de James Tinling
- 1934 : The Ghost walks de Frank R. Strayer
- 1935 : Cinquante mille dollars morte ou vive (Three Kids and a Queen) d'Edward Ludwig
- 1935 : Mexico et retour (Red Salute) de Sidney Lanfield
- 1935 : Les Mains d'Orlac (Mad Love) de Karl Freund
- 1935 : Imprudente Jeunesse (Reckless) de Victor Fleming
- 1935 : Les Derniers Jours de Pompéi (The Last Days of Pompei) d'Ernest B. Schoedsack et Merian C. Cooper
- 1935 : Le Baron Gregor (The Black Room) de Roy William Neill
- 1935 : Spring Tonic de Clyde Bruckman
- 1935 : Diamond Jim d'A. Edward Sutherland
- 1936 : Roméo et Juliette (Romeo and Juliet) de George Cukor
- 1936 : Théodora devient folle (Theodora goes Wild) de Richard Boleslawski
- 1936 : Guerre au crime (Bullets and Ballots) de William Keighley
- 1936 : Ennemis publics (Great Guy) de John G. Blystone
- 1936 : Collegiate de Ralph Murphy

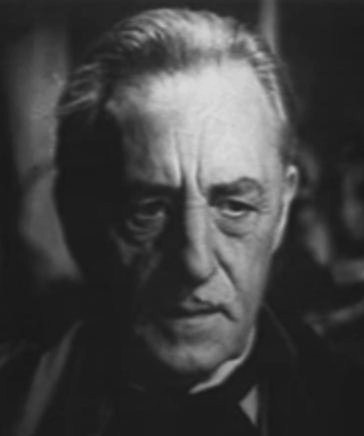
Dans Barbe-Bleue (1944)

- 1937 : Marie Walewska (Conquest) de Clarence Brown
- 1937 : Sous le voile de la nuit (Under Cover of Night) de George B. Seitz
- 1937 : La Lumière verte (Green Light) de Frank Borzage
- 1937 : Le Jockey rouge (Thoroughbreds Don't Cry) d'Alfred E. Green
- 1938 : Les Aventures de Marco Polo (The Adventures of Marco Polo) d'Archie Mayo
- 1938 : The Invisible Menace de John Farrow
- 1938 : Madame et son cowboy (The Cowboy and the Lady) d'Henry C. Potter
- 1938 : Marie-Antoinette (Marie Antoinette) de W. S. Van Dyke
- 1938 : Vacances (Holiday) de George Cukor
- 1938 : Un envoyé très spécial (Too Hot to Handle) de Jack Conway
- 1939 : Laissez-nous vivre (Let us Live) de John Brahm
- 1939 : La Glorieuse Aventure (The Real Glory) d'Henry Hathaway
- 1939 : Pacific Express (Union Pacific) de Cecil B. DeMille
- 1941 : Il était une fois (A Woman's Face) de George Cukor
- 1941 : Las Vegas Nights de Ralph Murphy
- 1942 : Quelque part en France (Reunion in France) de Jules Dassin
- 1944 : Barbe-Bleue (Bluebeard) d'Edgar Georg Ulmer
- 1947 : La Vie secrète de Walter Mitty (The Secret Life of Walter Mitty) de Norman Z. McLeod

### Comme réalisateur (intégrale)
- 1914 : Santo Icario
- 1919 : A Man's Country, avec Lon Chaney
- 1919 : The Woman Michael married
- 1920 : The Third Generation, avec Betty Blythe (+ scénariste, unique expérience à ce titre)
- 1920 : Bright Skies, avec Zasu Pitts
- 1920 : Heart of Twenty, avec Zasu Pitts
- 1920 : Le Palais aux fenêtres obscures (The Palace of Darkened Windows)
- 1920 : The Greatest Love
- 1921 : Bucking the Tiger, avec Conway Tearle
- 1921 : Who Am I ?
- 1921 : The Fighter, avec Conway Tearle
- 1921 : Disraeli, avec George Arliss
- 1923 : I will repay, avec Pedro de Cordoba
- 1923 : The Leopardess, avec Alice Brady, Montagu Love
- 1923 : Sant'Ilario (film italien)
- 1923 : The Snow Bride, avec Alice Brady
- 1923 : The Purple Highway, avec Monte Blue, Pedro de Cordoba
- 1924 : The Great Well (film britannique)